# Anaïs Eudes
Anaïs Eudes (Parijs, 28 september 1989) is een Belgisch moderne vijfkampster. Tot 2023 had ze de Franse nationaliteit.

## Levensloop
Op 14-jarige leeftijd maakte Eudes reeds deel uit van het Franse Olympische jeugdteam in de discipline moderne vijfkamp. In 2007 werd ze bij de kadetten wereldkampioene. In 2010 in het Chinese Chengdu werd ze samen met Amélie Cazé en Elfie Arnaud wereldkampioen moderne pentatlon in het teamevenement bij de junioren. Op de Europese kampioenschappen moderne vijfkamp 2011 in het Engelse Medway won ze brons in het teamevenement en de vrouwenestafette. Het lukte haar niet zich te kwalificeren voor de Olympische Spelen van 2012 en 2016 en na meningsverschillen met de Franse ploegleiding stopte ze in 2016 met de sport.
In augustus 2019 vroeg Eudes de Belgische nationaliteit aan om alsnog te trachten deel te nemen aan de Olympische Zomerspelen 2024 in Parijs. In de zomer van 2023 werd ze genaturaliseerd. Sindsdien krijgt de moderne vijfkampster financiële en technische steun van het Belgisch Olympisch en Interfederaal Comité (BOIC), die haar trainingsfaciliteiten in Louvain-la-Neuve bezorgde. De Europese Spelen 2023 in het Poolse Krakau waren haar eerste wedstrijd als Belgische. Ze strandde er in de halve finales, nadat ze tiende werd in haar groep.